# Batalla de Cassano (1799)
La Battle de Cassano d'Adda va tenir lloc el 27 d'abril de 1799 prop de Cassano d'Adda, uns 28 km al nord-est de Milà. S'hi van enfrontar els austríacs i els russos, liderats per Aleksandr Suvórov, contra l'exèrcit francès sota les ordres de Jean Moreau. Els fets s'emmarquen dins de la guerra de la Segona Coalició, durant el conflicte major de les Guerres de la Revolució Francesa.
Durant els preparatius de la batalla, una força russa liderada per Piotr Bagration va obligar els francesos a situar-se en una posició estranya. L'endemà, el general de cavalleria Michael von Melas va comandar les tropes en un atac contra les posicions franceses de Cassano, mentre que Peter Ott i Johann Zoph en van comandar un altre 6 km al nord, a Vaprio d'Adda. L'assalt de Suvórov va forçar la retirada de l'exèrcit de Moreau.
Hi va haver 2.500 morts i ferits francesos, a més de 5.000 soldats i 27 canons i capturats. Els austro-russos van tenir 2.000 morts i ferits. Moreau es va retirar, deixant una guarnició de 2.400 soldats a la ciutadella de Milà, que capitularia el 24 de maig. El 28 d'abril, el tinent general Josip Filip Vukasović va atrapar una divisió francesa a Verderio, que va deixar 300 morts i ferits més, a part de 2.700 capturats. Altres fonts asseguren 6.000 pèrdues aliades i 7.000 presoners francesos. El tinent general Konrad Valentin von Kaim va pressionar per capturar Torí el 20 de juny. La següent acció destacada va ser la Batalla de Trebbia el 17–20 de juny.